# Igalo
Igalo (v srbské cyrilici Игало) je město na západní části Jaderského pobřeží Černé Hory. Administrativně spadá pod opštinu Herceg Novi. V roce 2003 zde žilo dle sčítání lidu 3 754 obyvatel. Kdysi malé město na pobřeží v průběhu staletí postupně srostlo s nedalekým Herceg Novim. Jeho název je původem z řečtiny a odkazuje na břeh/pláž. Nachází se v blízkosti pohoří Orjen a poloostrova Prevlaka, který tvoří hranici s Chorvatskem. Z místní pláže je dobře viditelný i ostrov Mamula s rakousko-uherskou pevností.
Igalo je turistické letovisko. Díky mírně radioaktivnímu jílu z blatné pláže zde vznikly léčebná lázně. Igalo je centrem zdravotní turistky Černé Hory. Je také známé díky nepříliš hospodářsky využívaným léčivým pramenům a minerální vodě Igaljka.

## Historie
Ve městě se nachází kostel Proměnění Páně původem z druhé poloviny 17. století, který byl obnoven v roce 1857. V roce 1913 zde Sava Nakićeović zaznamenal v knize Boka, že vesnice má 45 domů. Rozvoj turistiky byl uskutečněn po první světové válce. V roce 1928 zde byl otevřen hotel Igalo a později vznikaly i další objekty. V roce 1930 byl proveden výzkum místního bahna v laboratoři ve francouzském městě Vichy. Výzkum potvrdil léčebné účinky bahna. Roku 1936 získalo Igalo telegrafní spojení.
Rozsáhlé léčebné zařízení bylo však v Igalu postaveno až po druhé světové válce na základě iniciativy Mirka Stijepčiće. Vláda Černé Hory následně rozhodla o jeho výstavbě dne 1. listopadu 1949.
Během dob existence socialistické Jugoslávie zde měl jednu ze svých letních vil (Vilu Galeb) také Josip Broz Tito. Ten v ní pobýval v okamžik zemětřesení v roce 1979.. V roce 1991 se v Igalu uskutečnilo jedno z posledních jednání mezi Slobodanem Miloševićem a Franjem Tuđmanem.